# Metaleptobasis foreli
Metaleptobasis foreli là một loài chuồn chuồn kim trong họ Coenagrionidae.
Loài này được xếp vào nhóm Loài ít quan tâm trong sách Đỏ của IUCN năm 2007.
Metaleptobasis foreli được Ris miêu tả khoa học năm 1918.